# 美國空軍 (遊戲)
《美國空軍》（直译：「简的美国空军」）是由以色列工作室Pixel Multimedia开发，艺电发行的空战模拟游戏。游戏设定在20世纪60年代末至21世纪初。游戏中有四个战役：越南战争、海湾战争和两个虚构的战争，其中一个虚构战争的原型是红旗演习，另一个虚构战争被设定为2005年北约和俄罗斯的战争。此外，游戏还含有单人任务，地图范围从中东一直到韩国。

## 反响
| 媒体         | 得分 |
| ------------ | ---- |
| 电脑游戏世界 | 8/10 |

《美国空军》是《电脑游戏世界》1999年“年度模拟游戏”（Simulation of the Year）奖的亚军，该奖项的冠军是《米格走廊》。《电脑游戏世界》还给该游戏打出了8分的高分（满分10分）。《美国空军》还入围了《Computer Games Strategy Plus》的1999年“年度模拟游戏”（Simulation Game of the Year）奖，再次输给了《米格走廊》。编者写道：“IAF是Pixel Multimedia的最后一款模拟游戏，一切都被原谅了。在《美国空军》中，他们提供了极好的游戏性和大量的选项，这款欢呼雀跃的全美式模拟游戏（rah-rah All-American sim）是初学者和专家的最佳选择。”